# Johannes Hage
 (septembre 2021).
La mise en forme du texte ne suit pas les recommandations de Wikipédia : il faut le « wikifier ».
Les points d'amélioration suivants sont les cas les plus fréquents. Le détail des points à revoir est peut-être précisé sur la page de discussion.
- Les titres sont pré-formatés par le logiciel. Ils ne sont ni en capitales, ni en gras.
- Le texte ne doit pas être écrit en capitales (les noms de famille non plus), ni en gras, ni en italique, ni en « petit »…
- Le gras n'est utilisé que pour surligner le titre de l'article dans l'introduction, une seule fois.
- L'italique est rarement utilisé : mots en langue étrangère, titres d'œuvres, noms de bateaux, etc.
- Les citations ne sont pas en italique mais en corps de texte normal. Elles sont entourées par des guillemets français : « et ».
- Les listes à puces sont à éviter, des paragraphes rédigés étant largement préférés. Les tableaux sont à réserver à la présentation de données structurées (résultats, etc.).
- Les appels de note de bas de page (petits chiffres en exposant, introduits par l'outil «  Source ») sont à placer entre la fin de phrase et le point final[comme ça].
- Les liens internes (vers d'autres articles de Wikipédia) sont à choisir avec parcimonie. Créez des liens vers des articles approfondissant le sujet. Les termes génériques sans rapport avec le sujet sont à éviter, ainsi que les répétitions de liens vers un même terme.
- Les liens externes sont à placer uniquement dans une section « Liens externes », à la fin de l'article. Ces liens sont à choisir avec parcimonie suivant les règles définies. Si un lien sert de source à l'article, son insertion dans le texte est à faire par les notes de bas de page.
- La présentation des références doit suivre les conventions bibliographiques. Il est recommandé d'utiliser les modèles {{Ouvrage}}, {{Chapitre}}, {{Article}}, {{Lien web}} et/ou {{Bibliographie}}. Le mode d'édition visuel peut mettre en forme automatiquement les références.
- Insérer une infobox (cadre d'informations à droite) n'est pas obligatoire pour parachever la mise en page.

Pour une aide détaillée, merci de consulter Aide:Wikification.
Si vous pensez que ces points ont été résolus, vous pouvez retirer ce bandeau et améliorer la mise en forme d'un autre article.
Johannes Hage (né le 26 mai 1842 à Emdrup, et mort le 14 janvier 1923 à Nivågård) était un homme politique, philanthrope et fondateur de musée danois. 

## Biographie
Johannes Hage était le fils de l'homme politique et marchand Alfred Hage. La famille Hage (et notamment ses membres Orla Lehmann et Carl Ploug) était très engagée dans les changements constitutionnels de 1849 qui ont abouti à l'établissement d'une monarchie constitutionnelle au Danemark, ainsi que dans la mouvance national-libérale qui a dominé la vie politique danoise jusqu'en 1864.
En se lançant en politique, Johannes Hage a donc poursuivi la tradition familiale, de même d'ailleurs que son frère cadet Alfred Hage qui sera un temps ministre. En 1864, Johannes Hage a participé à la deuxième guerre des Duchés, et a été blessé par balle au bras lors du retrait d'Als. Son frère Christopher Hage est tombé à Dybbøl lors de ce même conflit. Johannes Hage a fait valoir toute sa vie que cette guerre était une grave erreur. Lorsque le Sønderjylland (Jutland du sud) a été rattaché au Danemark en 1920, il s'est fermement opposé à l'annexion de territoires autres que ceux pour lesquels les habitants eux-mêmes le souhaitaient.
Certains conflits lui paraissaient cependant justifiés, et il n'a pas hésité par exemple à s'enrôler au soutien de la Grèce en 1896-97 lors du conflit gréco-turc (arrivant cependant trop tard sur place pour participer aux combats, après la déroute rapide de l'armée grecque). Il s'est aussi battu toute sa vie pour la cause des opprimés, que ce soient les Arméniens, Macédoniens, ou Boers. Lors de la Première Guerre mondiale en 1914, il s'est porté volontaire — à 72 ans — pour défendre le Danemark, mais ne fut finalement pas enrôlé.
Johannes Hage était économiste de formation. À la mort de son père, il reprend le manoir de Nivågård où il s'installe et gère le domaine ainsi que la briqueterie y attenant. Construit en 1870, le four à briques circulaire qui existe encore aujourd'hui servit à fournir des briques pour la plupart des bâtiments de Copenhague.
Hage a été également membre du Parlement danois (Folketing) pour la circonscription de Fredensborg de 1876 à 1901, et membre du Conseil du Comté de Frederiksborg de 1879 à 1907.
Hage a établi le premier fonds d'assurance maladie du Danemark ainsi que l'hôpital Nivågård pour les patients chroniques du Comté de Frederiksborg. Cet hôpital entièrement financé par Hage s'appelle désormais Johannes Hages Hus et est devenu une résidence psychiatrique. L'idée était d'assister les personnes qui n'étaient plus capables de faire leur travail quotidien et s'apparentait dès lors à l'origine plus à une maison de retraite qu'à un hôpital dans le sens moderne du terme. L'hôpital a été ouvert le 2 juin 1891 dans une ancienne ferme reconvertie et accueilli alors les 8 premiers patients. Le 8 juin 1895, le Roi Christian IX confirma la fondation de celui-ci. Pour assurer la paix et la tranquillité autour de l'établissement, Hage a acheté les terrains attenants pour maintenir des espaces naturels et tranquilles. Hage a aussi doté à ses frais l'établissement de nouvelles technologies de chauffage central et d'alimentation électrique, ainsi que de pompage automatique d'eau. 
Hage avait également l'intention de créer et financer un hôpital pour malades mentaux, et a fait dessiner des plans à cet effet, mais le projet n'aboutit pas. En revanche, à son décès, son manoir de Nivågård a été reconverti en maison de retraite pour femmes souffrant de maladies nerveuses.
Hage sera également à l'origine de la construction du port de Sletten havn en 1879 ainsi que de l'église de Nivå qu'il finança entièrement lui-même.
Johannes Hage était un homme généreux, retiré et apprécié de tous dans sa circonscription comme par ses employés. Quand on lui demandait sa profession, il se déclarait modestement «fermier». Toute sa vie, il restera un célibataire endurci et il léguera sa fortune entière à la Fondation Hage à des fins caritatives.

## Le musée de Nivågård
Les parents de Johannes Hage, très liés aux principaux peintres de « l'âge d'or » danois, avaient rassemblé une collection rare de peintures de cette école. Johannes Hage continua à enrichir cette collection et commença en 1896 à ajouter à celle-ci des œuvres importantes des renaissances allemande, hollandaise et italienne. L'idée était à l'origine d'offrir ces tableaux au Statens Museum for Kunst à Copenhague. Petit à petit, il en vint cependant à préférer la création d'un musée de dimension plus restreinte à Nivågård, et fit construire un bâtiment à cet effet par Johan Schrøder. Ce musée, la Nivågård Malerisamling s'ouvrit au public en 1903. La collection exceptionnelle existe encore aujourd'hui et contient notamment le seul tableau de Rembrandt du Danemark.

## Littérature
- Louise C. Larsen, Samling med egen Rembrandt, 2006, Multivers
- Helge Larsen et P. Stavnstrup, Johannes Hage, Dansk Biografisk Leksikon
- Claus M. Smidt, 100 malerier paa Nivaagaard
- Nils Ohrt, Kunsthistorier - vaerker fra Nivaagaards Malerisamling, 2008
- Heidi Laura, Den stille Filantrop, Johannes Hage, Gads Forlag, 2023, 287 pages